# Lithocarpus scortechinii
Lithocarpus scortechinii är en bokväxtart som först beskrevs av George King och Joseph Dalton Hooker, och fick sitt nu gällande namn av Aimée Antoinette Camus. Lithocarpus scortechinii ingår i släktet Lithocarpus och familjen bokväxter. Inga underarter finns listade.